# Freaked Out and Small
Freaked Out and Small è il terzo album dei The Presidents of the United States of America, pubblicato il 12 settembre 2000 dall'etichetta discografica Musicblitz Records. Incluse alle copie dell'album distribuite attraverso Musicblitz era annesso uno speciale ringraziamento a tutti coloro che hanno preordinato dal sito dell'etichetta; questi fan sono elencati individualmente, attraverso il loro nome.
Tutti i brani contenuti in questo disco sono stati riprodotti con chitarre e bassi, al contrario di tutti gli altri album della band, che di solito sono suonati con guitbasses e basitars.
Questo album è stato nuovamente pubblicato nel 2004, dalla propria etichetta.

## Tracce
1. Tiny Explosions – 2:50
2. Nuthin But Luv – 2:41
3. Tiger Bomb – 3:18
4. Last Girl on Earth – 2:20
5. Jazz Guy – 2:13
6. Meanwhile Back in the City – 3:22
7. Jupiter – 2:38
8. Superstar – 3:08
9. Death Star – 3:22
10. Blank Baby – 3:48
11. I'm Mad – 2:15
12. Headin' Out – 4:15

### Tracce bonus
1. Velvet Universe – 2:40
2. Hand in Hand – 2:11
3. Tiny Explosions (demo) – 3:13
4. Nuthin But Love (demo) – 2:27
5. Tiger Bomb (demo) – 3:24
6. Last Girl On Earth (demo) – 3:03
7. Meanwhile Back in the City (demo) – 3:13
8. Jupiter (demo) – 3:24
9. Death Star (demo) – 3:03
10. Blank Baby (demo) – 3:22

## Formazione
- Chris Ballew - voce, basso, tastiere, organo, clarinetto
- Dave Dederer - chitarra, voce, basso
- Jason Finn - batteria, congas
- Duff McKagan - basso in I'm Mad